# エイント・ノー・サンシャイン
「エイント・ノー・サンシャイン」（Ain't No Sunshine）は、ビル・ウィザースが1971年に発表した楽曲。邦題は「消えゆく太陽」。
ローリング・ストーンが選出するオールタイム・グレイテスト・ソング500（2010年版）では285位にランクインした。

## 概要
1971年5月に発売されたデビュー・アルバム『Just as I Am』に収録された。同年6月にシングルカットされ、ビルボード・Hot 100で3位を記録した。ビルボードのソウル・チャートでは6位を記録した。
ドナルド・ダック・ダン（ベース）、アル・ジャクソン・ジュニア（ドラムズ）、スティーヴン・スティルス（ギター）、ブッカー・T・ジョーンズ（ストリングスの編曲、プロデュース）らがレコーディングに参加している。エンジニアはテリー・マニング。自然的短音階の曲である。

## カバー・バージョン
テンプテーションズ（1972年）、マイケル・ジャクソン（1972年）、フレディ・キング（1972年）、ベティ・ライト（1972年）、ナンシー・シナトラ（1973年）、アイザック・ヘイズ（1973年）、ロックメロンズ（1991年）、ポールマッカートニー(1991年)、ネヴィル・ブラザーズ（1996年）、デヴィッド・キャシディ（2001年）、ミー・ファースト・アンド・ザ・ギミー・ギミーズ（2003年）、ハンソン（2004年、ライブDVD）、ジョーン・オズボーン（2007年）など。

## 備考
- 1999年公開の映画『ノッティングヒルの恋人』の挿入歌として使われ、サウンドトラックにも収録されている。
- 2015年にロックの殿堂入りを果たしたビルの授賞セレモニーで、スティーヴィー・ワンダーがビルの面前で「エイント・ノー・サンシャイン」を歌った。